# Jayavarman Kaundinya
Jayavarman Kaundinya est un souverain du Fou-nan, décédé en 514.

## Biographie
D’après les annales chinoises, il règnerait sur un royaume prospère influencé par le shivaïsme, mais dans le même temps d’autres religions sont aussi bien représentées dans son royaume. Tout d’abord, une inscription attribue à sa femme, la reine Kulaprabhavati, une fondation vishnouite.
D’autre part, deux évènements viennent confirmer que le bouddhisme était également bien implanté. Le premier concerne la demande en 484 d’aide militaire à l’empereur Wudi (en) contre le Champā, coupable d’arraisonner et piller des navires marchands founanais. Même si la requête sera rejetée, la copie conservée par les archives chinoises montre une parfaite connaissance du canon bouddhique que seule une étude approfondie peut permettre. Le second indice porte sur l’envoi en Chine de deux moines bouddhistes, Mandrasena en 503 et Sanghapala (en) en 508, tous deux pour y traduire des textes sacrés.
Jayavarman Kaundinya enverra encore deux ambassades dans l’empire du milieu en 511 et en 514, année de sa mort. Son fils aîné, Rudravarman, né d’une concubine, fait alors assassiner l’héritier légitime, Gunavarman, pour s’emparer du trône et sera le dernier souverain du Fou-nan dont il est fait mention dans les annales chinoises.